# Молния-1 (КА)
Молния-1 — первый советский спутник связи.
Всего было запущено 5 экспериментальных аппаратов для создания линии дальней радиосвязи между Москвой и Владивостоком.
В дальнейшем на базе КА «Молния-1» была разработана линейка советских, а в дальнейшем — российских спутников связи: «Молния-1+» (1967), «Молния-2» (1971), «Молния-3» (1974), «Молния-1Т» (1983), «Молния-3К» (2001).
С помощью этих аппаратов была решена проблема обеспечения дальней телефонно-телеграфной связью удалённых районов крайнего Севера, Сибири и Дальнего Востока и ретрансляции передач программ Центрального Телевидения. В качестве средства связи со спутником впервые использовалась система цифровой связи.
С 2006 года на смену спутникам «Молния» стали приходить более совершенные аппараты «Меридиан».

## История
Работы по созданию спутника начались в конструкторском бюро Королёва ОКБ-1 в 1961 году в кооперации со специалистами других конструкторских бюро и институтов. Главным конструктором проектов космических систем связи «Молния-1» (1962 г.), а также последующих «Молния-2» (1965 г.), «Корунд» (1969 г.), «Кулон» (1973 г.), был заместитель генерального директора по науке МНИИРС, Мурад Рашидович Капланов.
Первоначально ставилась задача создания с помощью «Молния-1» экспериментальной линии дальней радиосвязи между Москвой и Владивостоком. В то же время на базе спутников связи типа «Молния-1» в будущем планировалось создание эксплуатационной системы радиосвязи на всей территории Советского Союза и со странами северного полушария. Такая система в сочетании с местными радиорелейными линиями могла бы обеспечить передачу телевизионных программ Центрального телевидения во все основные районы СССР.
Первая попытка запуска была проведена на космодроме Байконур 4 июня 1964 года. Из-за аварии второй ступени ракеты-носителя «Молния» на 287-й секунде полёта спутник с заводским номером 2 был потерян. Причиной аварии был отказ системы опорожнения блока «А», который привёл к преждевременному исчерпанию горючего (керосин). Без топлива турбонасосный агрегат пошёл вразнос, начав увеличивать обороты сверх предусмотренного ограничения, далее автоматика выдала команду на аварийное отключение двигательной установки.
Следующий пуск стал частично успешным — 22 августа 1964 года спутник был штатно выведен на орбиту, но обе дублирующие друг друга параболические антенны развернулись не полностью, что исключало его использование по назначению. При анализе причин отказа было установлено, что во время испытаний изоляция кабелей, идущих к антенной штанге, была повреждена. Это явилось следствием того, что по указанию конструктора изделия кабели были дополнительно обмотаны поливинилхлоридной лентой, полноценных испытаний после этой доработки не проводилось. Поливинилхлорид при низких температурах потерял эластичность и растрескался при раскрытии антенн. В официальной прессе Молния-1 № 1 была названа Космос-41, на орбите она просуществовала девять месяцев, за это время были испытаны все системы, кроме системы ретрансляции. Других отказов, кроме нераскрытия антенн, не было.
Первый успешный запуск состоялся 23 апреля 1965 года. «Молния-1» № 3 была успешно выведена на орбиту, однако включить ретранслятор удалось только после нескольких безуспешных попыток, причиной, по-видимому, было окисление контактов реле в цепях питания ретранслятора или попадание в них посторонней частицы. Благодаря работе этого спутника жители Дальнего Востока впервые имели возможность в реальном времени смотреть первомайский военный парад 1965 года, проходивший в Москве.
Общей проблемой для первых аппаратов серии Молния-1 было быстрое падение мощности, снимаемой с панелей фотоэлектрических преобразователей. Причиной было плохо изученное на тот момент влияние радиационных поясов Земли, а также термоциклирование (на каждом витке температура элементов солнечных батарей резко меняется с +120 °C на освещённой части траектории, до −180 °C в тени).
Всего было запущено 7 КА «Молния-1», 5 из них успешно. В 1966 году, из-за большой загрузки ОКБ-1, производство КА «Молния-1» было передано филиалу № 2 ОКБ-1 (КБПМ, нынешнее ОАО ИСС), и все последующие спутники серии «Молния» уже изготавливались на этом предприятии.

## Предназначение
Спутники «Молния-1» предназначались, в первую очередь, для создания экспериментальной линии дальней радиосвязи между Москвой и Владивостоком. Позже усовершенствованные КА «Молния-1+» и «Молния-2» использовались для обеспечения телефонно-телеграфного сообщения на территории СССР, а также для передачи программ Центрального телевидения на 20 наземных станций с антеннами диаметром 12 м (система «Орбита»). Благодаря «Орбите» к началу 1968 года количество зрителей ЦТ выросло на 20 млн человек.

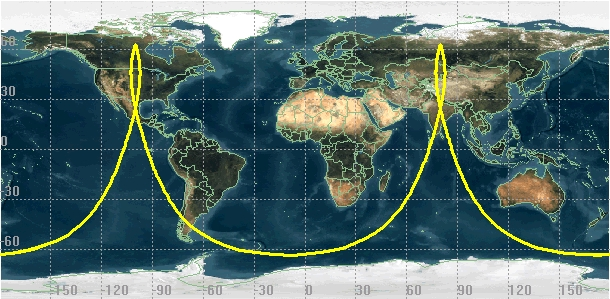
Трасса КА «Молния»

Со спутниками «Молния-1» работают специальные наземные оконечные станции. Их назначением, помимо ретрансляции телевизионных сигналов или многоканальной телефонии, является обеспечение слежения за спутником, расчёт его орбиты, передача на него команд и получение телеметрической информации о работе систем.
Кроме того, уже в 1965—1967 гг. было принято решение о создании на базе КА «Молния-1+» системы связи и боевого управления «Корунд» с бортовым ретранслятором «Бета». Система была принята на вооружение в 1975 г. Комплекс второго поколения «Молния-2» использовался в Единой Системе Спутниковой Связи (ЕССС) вместе с КА «Радуга».
КА «Молния-1» предназначались для работы в одиночном режиме, и поэтому их запуск осуществлялся в жёстко определённое стартовое окно для обеспечения оптимальных условий освещённости солнечных батарей.
После старта КА «Молния-1» выводились на промежуточную орбиту, а затем включением двигателя последней ступени ракеты — на высокоэллиптическую 12-часовую орбиту «Молния» с наклонением в 63,4° и апогеем около 40 000 км, находящимся над Северным полушарием. Такая орбита обеспечивает длительность сеансов связи около 10 часов для пунктов, расположенных на территории СССР и стран Северного полушария.

## Платформа

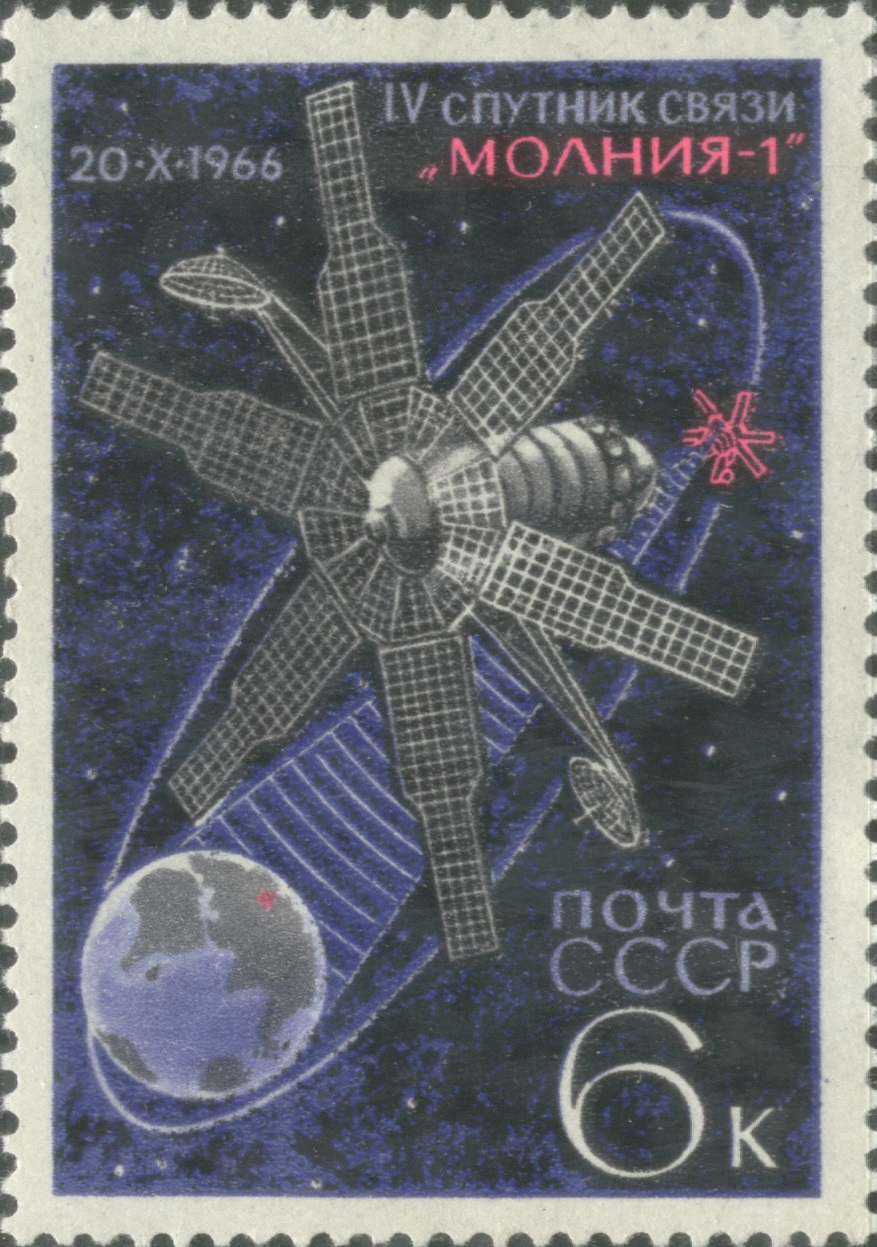
Почтовая марка СССР. 1966. IV спутник связи Молния-1

КА «Молния-1» положил начало космической платформе КАУР-2. На её базе впоследствии были созданы все остальные спутники семейства «Молния1»: Молния-1+ (1967), Молния-2 (1971), Молния-3 (1974), Молния-1Т (1983), Молния-3К (2001).
Платформа состояла из цилиндрического гермоотсека со служебной и ретрансляционной аппаратурой, на котором крепились: шесть откидывающихся панелей солнечных батарей, двигательная установка коррекции, имеющая форму усечённого конуса, антенны, внешние радиаторы системы терморегулирования, исполнительные органы и шар-баллоны с запасами азота системы ориентации. Корпус спутника ориентировался продольной осью на Солнце, а антенны, установленные на выносной штанге, независимо наводились на Землю.
Из-за несовершенства радиоаппаратуры срок активного существования КА «Молния-1» составлял всего около полугода, что было значительно улучшено в последующих спутниках серии.

### Система управления ориентацией

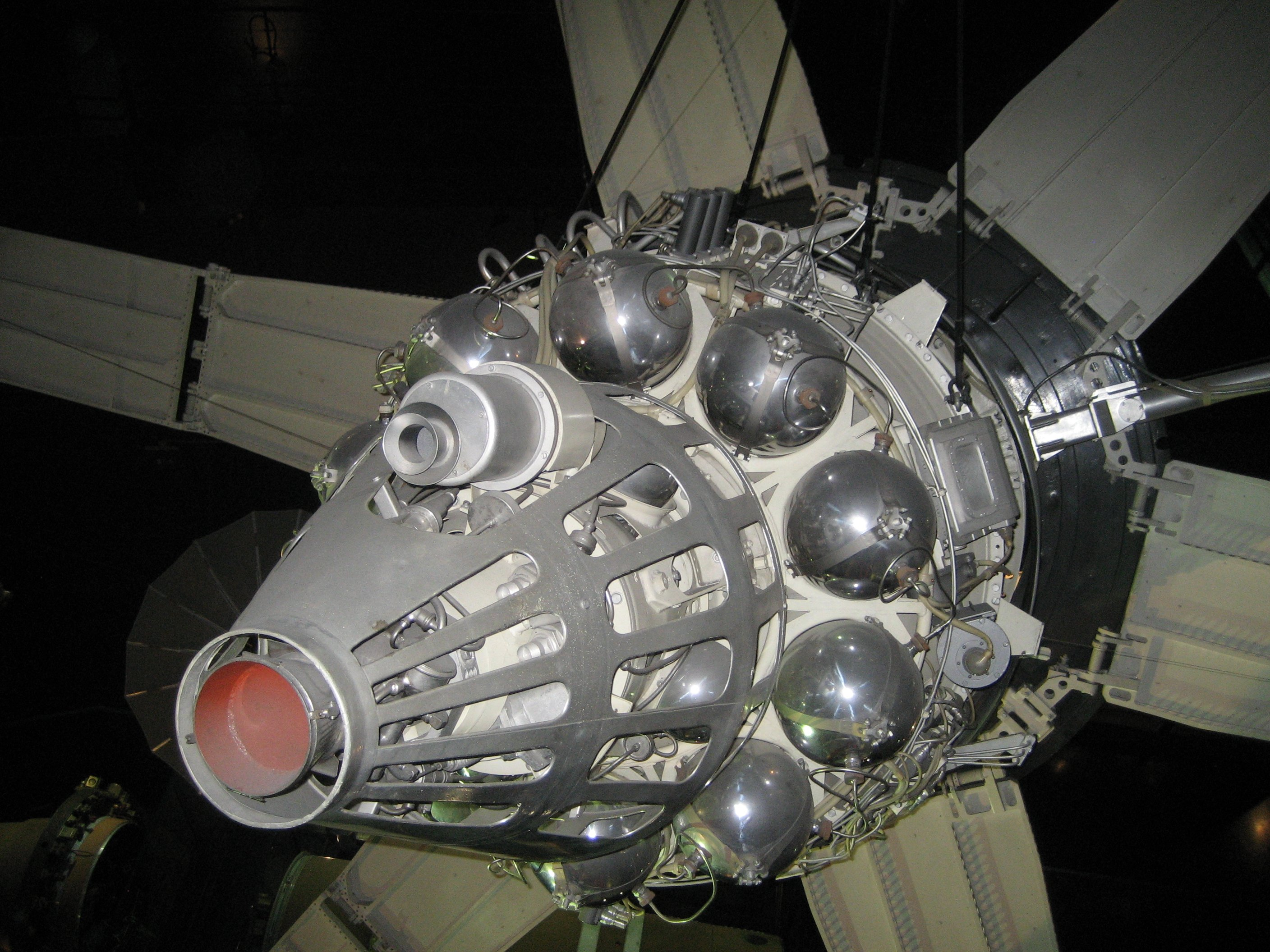
КА Молния-1 с близкого расстояния. Хорошо видны шар-баллоны с запасами азота системы ориентации.

КА «Молния-1» обладал уникальной системой управления ориентацией, при которой управление движением объекта вокруг центра масс по трем осям осуществлялось одним гироскопом. Так как солнечные батареи были жёстко прикреплены к корпусу, КА должен был постоянно быть ориентирован на Солнце. Это достигалось с помощью массивного гироскопа, установленного внутри спутника.
После того как спутник отделялся от ракеты-носителя и ориентировался на Солнце, гироскоп раскручивался до больших оборотов. Особенность гироскопа состоит в том, что, будучи раскрученным, он сохраняет постоянным направление своей оси в пространстве. Гироскоп, установленный внутри «Молния-1», был связан с ним слабыми пружинками с демпферами для уменьшения колебаний. КА как бы «висел», привязанный к гироскопу. Хотя механическая часть была очень сложной, электронная часть системы оказалась довольно простой и надёжной и за многие годы эксплуатации спутников «Молния-1» работала безотказно. Дополнялась эта гироскопическая система микродвигателями КДУ-414, работающими на сжатом азоте, которая корректировала незначительные отклонения объекта от заданного положения за счёт возмущений или временны́х изменений траектории. Сочетание силового гироскопа и микродвигателей позволило создать очень экономичную систему ориентации с минимальным расходом топлива.

### Целевое оборудование
С целью повышения надёжности бортовой ретранслятор состоял из пяти приёмо-передающих блоков, передатчики трёх из них имели мощность 40 Вт, оставшиеся два — 20 Вт, маломощные блоки были предназначены для включения в ситуациях недостатка электроэнергии. Частота линии «земля»-«борт» — ≈800 МГц, «борт»-«земля» — ≈1000 МГц.
В качестве антенн были использованы две параболические антенны диаметром по 1,4 метра, с возможностью резервирования друг друга. Они размещались на выносных штангах и управлялись электромеханическим приводом. На облучателе антенны были установлены оптические датчики, которые детектировали края диска Земли, направляя антенны на центр видимого диска.

## Список запусков КА «Молния-1»
| Список КА «Молния-1» (11Ф67) | Список КА «Молния-1» (11Ф67) | Список КА «Молния-1» (11Ф67) | Список КА «Молния-1» (11Ф67) | Список КА «Молния-1» (11Ф67) | Список КА «Молния-1» (11Ф67) | Список КА «Молния-1» (11Ф67) | Список КА «Молния-1» (11Ф67) |
| №                            | Название                     | Изделие                      | Дата запуска                 | NSSDC ID                     | SCN                          | Сход с орбиты                | Примечания |
| ---------------------------- | ---------------------------- | ---------------------------- | ---------------------------- | ---------------------------- | ---------------------------- | ---------------------------- | --- |
| 1                            | Молния-1 №2                  | 11Ф67 № 2                    | 04.06.1964                   |                              |                              |                              | Авария 2-й ст. РН |
| 2                            | Космос-41                    | 11Ф67 № 1                    | 22.08.1964                   | 1964-049E                    | 00898                        | 07.05.2004                   | Запуск частично успешный. Невозможно использовать по назначению в связи с невозможностью открытия антенн (Б. Е. Черток: … «окаменение» на холоде изоленты в обмотке кабеля) |
| 3                            | Молния-1-01                  | 11Ф67 № 3                    | 23.04.1965                   | 1965-030A                    | 01324                        | 27.05.1979                   | |
| 4                            | Молния-1-02                  | 11Ф67 № 4                    | 14.10.1965                   | 1965-080A                    | 01621                        | 17.03.1967                   | |
| 5                            | Молния-1 №5                  | 11Ф67 № 5                    | 27.03.1966                   |                              |                              |                              | Авария 3-й ст. РН |
| 6                            | Молния-1-03                  | 11Ф67 № 6                    | 25.04.1966                   | 1966-035A                    | 02151                        | 11.06.1973                   | |
| 7                            | Молния-1-04                  | 11Ф67 № 7                    | 20.10.1966                   | 1966-092A                    | 02501                        | 11.09.1968                   | |